# Gare de Ménilmontant
La gare de Ménilmontant est une gare ferroviaire française disparue de la ligne de Petite Ceinture à Paris (section de La Râpée-Bercy aux Batignolles). Son emplacement se situe rue de la Mare, au sud du quartier de Belleville, dans le 20e arrondissement.
Inaugurée en 1862 pour l'ouverture de la ligne au service voyageurs, elle ferme en 1934, comme toutes les autres gares de la Petite Ceinture. Seuls subsistent quelques vestiges. La passerelle de la Mare, qui enjambe les voies, est toujours ouverte aux piétons.

## Situation ferroviaire
La gare de Ménilmontant, aujourd'hui détruite, était située dans la « tranchée Sorbier », au point kilométrique (PK) 24,809 de la ligne de Petite Ceinture (section de La Râpée-Bercy aux Batignolles), entre le tunnel de Charonne (long de 1 308 mètres) et la gare de Charonne au sud d'une part, le tunnel de Belleville (long de 1 127 mètres) et la gare de Belleville-Villette au nord d'autre part.

## Histoire
Le 10 décembre 1851 paraît un décret ordonnant la construction à Paris d'une ligne ferroviaire circulaire, ouverte aux seules marchandises, dont la première section doit couper la rue de la Mare à Ménilmontant, alors commune extra muros. La ligne est inaugurée le 12 décembre 1852. La voie franchit un tunnel de plus de 1 000 mètres de longueur sous la colline de Belleville, coupe à l'air libre la rue de la Mare, passe sous un pont puis emprunte le « tunnel Sorbier ». Il n'y a pas encore de gare. La continuité de la rue de la Mare est assurée par une passerelle.

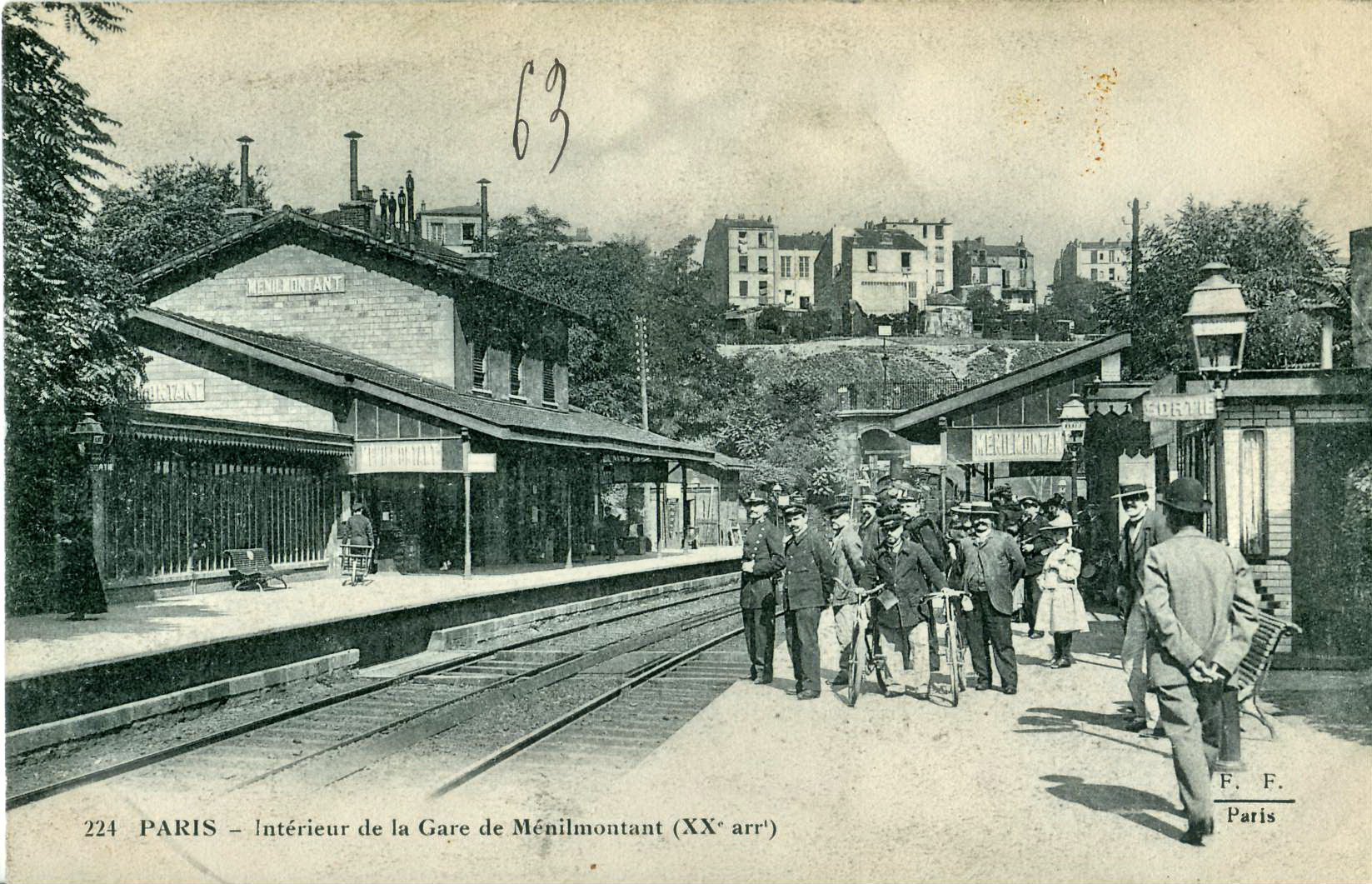
Intérieur de la gare vers 1900.

La ligne ouvre au trafic voyageurs le 14 juillet 1862. Des travaux sont entrepris pour l'établissement d'une gare près de la passerelle de la Mare, avec une sortie sur la place de l'église. La gare de Ménilmontant est l'une des sept stations mises en service pour accueillir ce nouveau service, réclamé par les habitants. Les installations sont sommaires : elles ne comportent qu'un bâtiment voyageurs provisoire en bois.
Pour répondre à la hausse de la fréquentation, un nouvel édifice est inauguré le 14 juillet 1868. Achevé au début de l'année suivante, il suit le modèle propre aux gares de la Petite Ceinture situées sur la rive droite de la Seine : un corps central à trois ouvertures, coiffé d'un étage pour le logement du chef de gare, flanqué de deux petites ailes à deux baies au rez-de-chaussée. Sur le quai opposé, un abri et divers édicules complètent l'installation.
En 1881, on déplace la passerelle et modifie les accès.

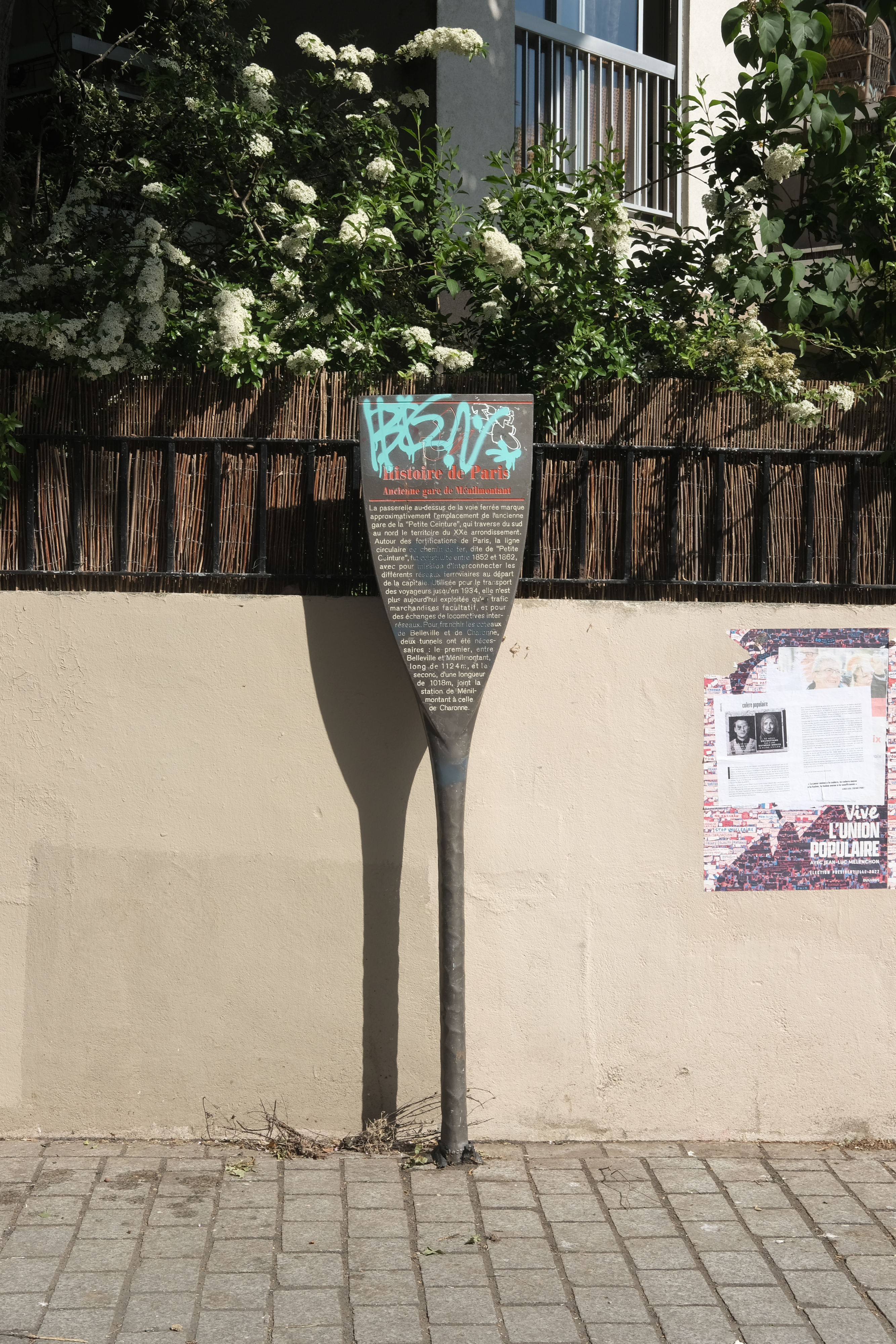
Panneau de la ville de Paris, rue de la Mare.

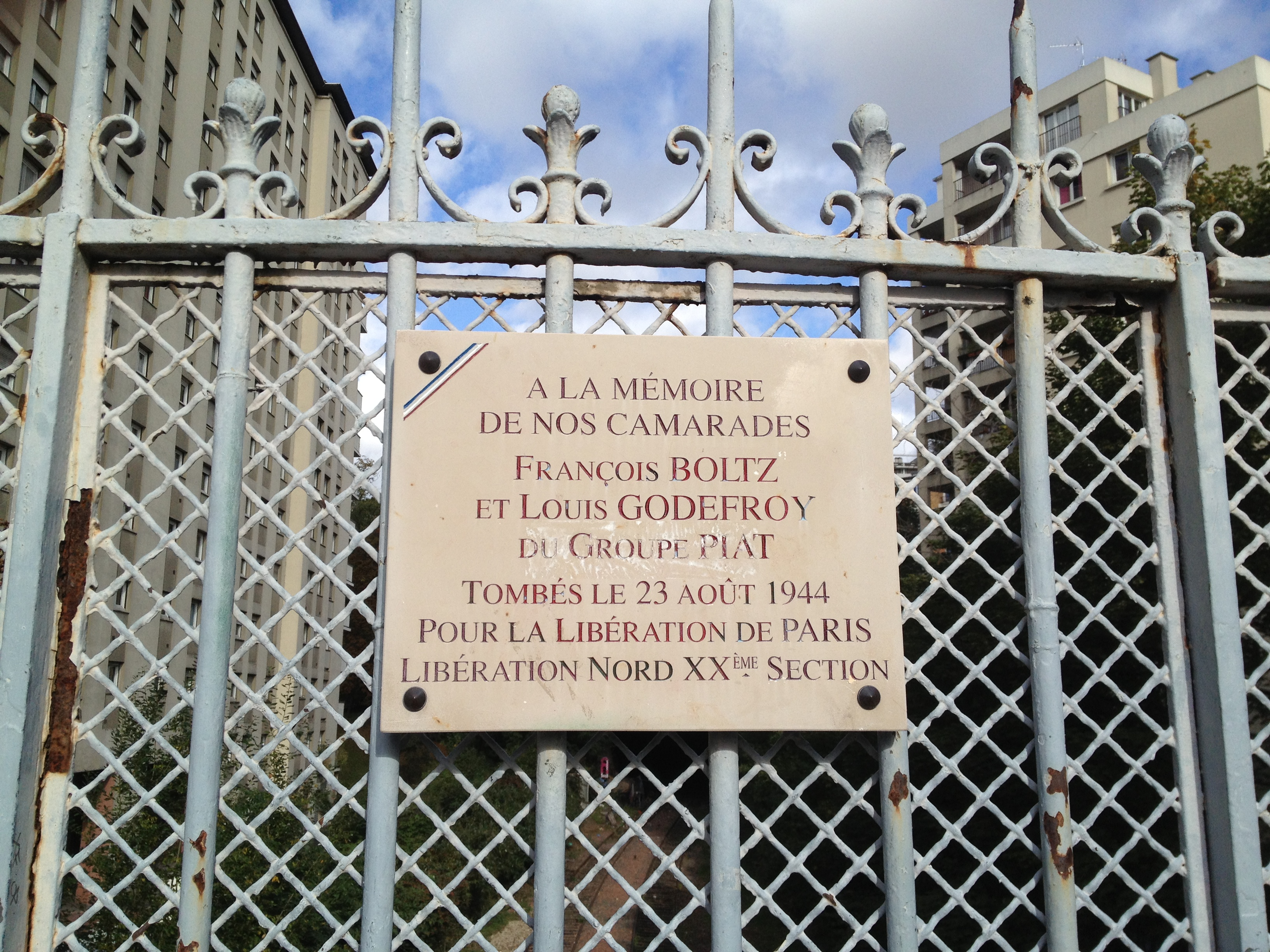
La plaque commémorative en 2012.

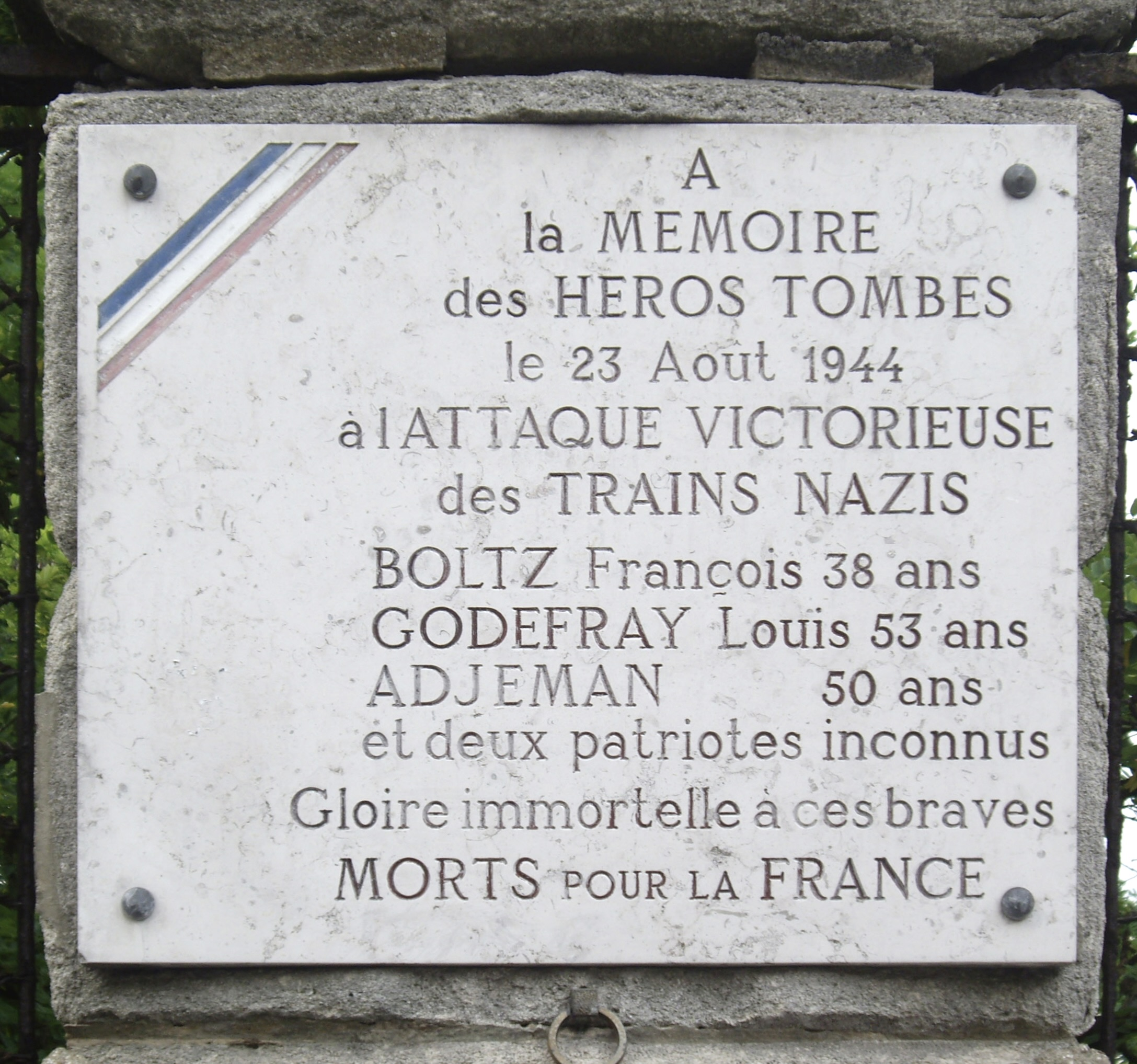
La seconde plaque commémorative, sur le pont rue de Ménilmontant en 2010.

Les 23 et 24 août 1944, deux trains de l'armée allemande sont pris par les Forces françaises de l'intérieur (FFI) du 19e arrondissement, avec l'aide de Madeleine Riffaud et d'habitants du 20e arrondissement qui ont investi, entre autres, la passerelle de la Mare. Une plaque célébrant la mémoire des résistants morts à cet endroit, François Boltz (38 ans), Louis Godefroy (53 ans), Adjeman (50 ans) et « deux patriotes inconnus », était fixée sur la passerelle. Maculée de graffitis, elle a été remplacée par une nouvelle plaque, qui ne cite plus que les deux premiers résistants et le « groupe Piat ». Une seconde plaque, apposée sur le pont rue de Ménilmontant, porte toujours l'inscription originale.
Comme le reste de la Petite Ceinture, la gare ferme au trafic voyageurs le 23 juillet 1934.
En 2013, les voies et la passerelle existent toujours. À la place du bâtiment détruit, un immeuble de logements a été édifié en 1984. Les quais ont disparu. Seuls subsistent, rue de la Mare, une grille et les quelques marches d'accès au quai en direction de la Râpée-Bercy et, rue de Ménilmontant, une voie fermée, le passage de la Station-de-Ménilmontant, constituée d'un long escalier, envahi par la végétation, descendant au quai en direction des Batignolles, et d'une section plane, pavée, longeant le quai jusqu'à la rue de la Mare.
Le tronçon situé entre la rue de Ménilmontant et le tunnel de Belleville est converti en parc en 2019. Des travaux visant à rénover la passerelle de la Mare commencent le 15 juin 2020 pour un achèvement prévu en octobre 2020. Le passage de la Station-de-Ménilmontant est également rénové et rouvert.

## La gare en chanson
En 1938, Charles Trenet compose sa chanson Ménilmontant, qui évoque la gare avec nostalgie :
« Ménilmontant mais oui madame

C'est là que j'ai laissé mon cœur

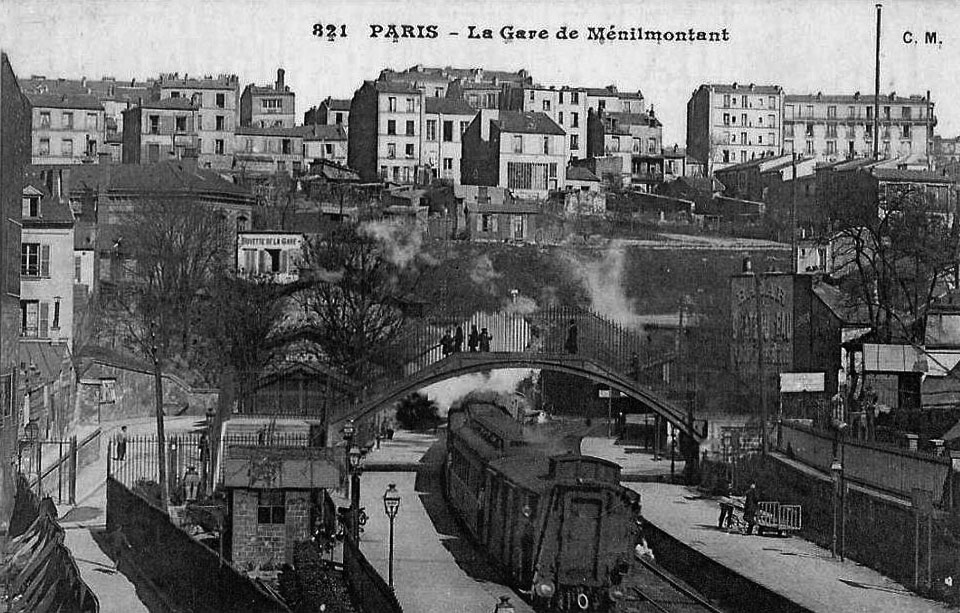
Vue d'ensemble de la gare avec la passerelle, vers 1915.

C'est là que je viens retrouver mon âme

Toute ma flamme

Tout mon bonheur...

Quand je revois ma petite gare

Où chaque train passait joyeux

J'entends encor dans le tintamarre

Des mots bizarres

Des mots d'adieux ».

## Projet
Dans une étude publiée en août 2011, l'Atelier parisien d'urbanisme envisage la réutilisation du segment est de la ligne de Petite Ceinture par la ligne T8 du tramway. Selon ce schéma, la gare de Ménilmontant, qui fait partie du tronçon, pourrait rouvrir au public.

## Galerie de photographies

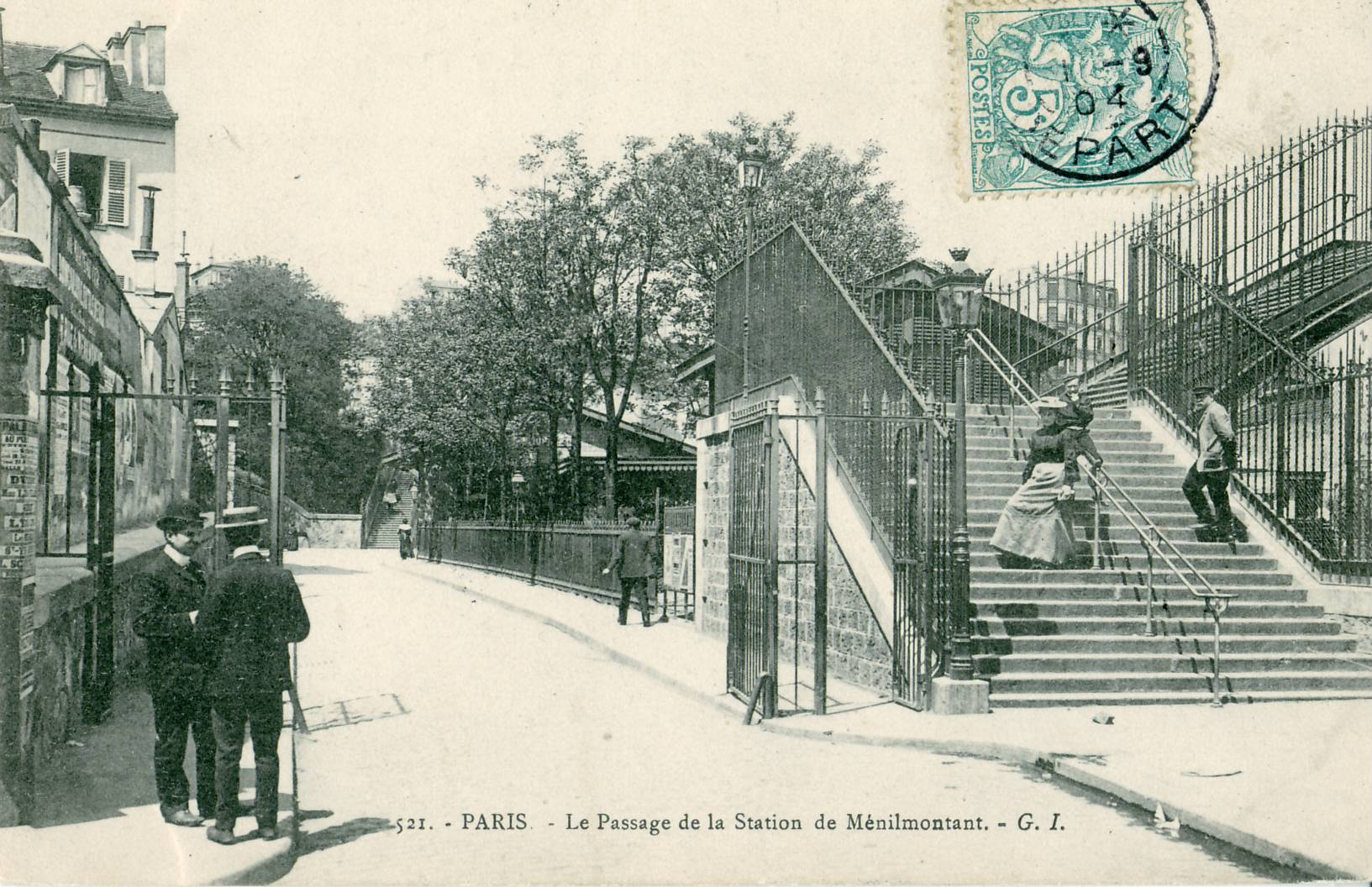
Le passage de la Station-de-Ménilmontant vers 1900.
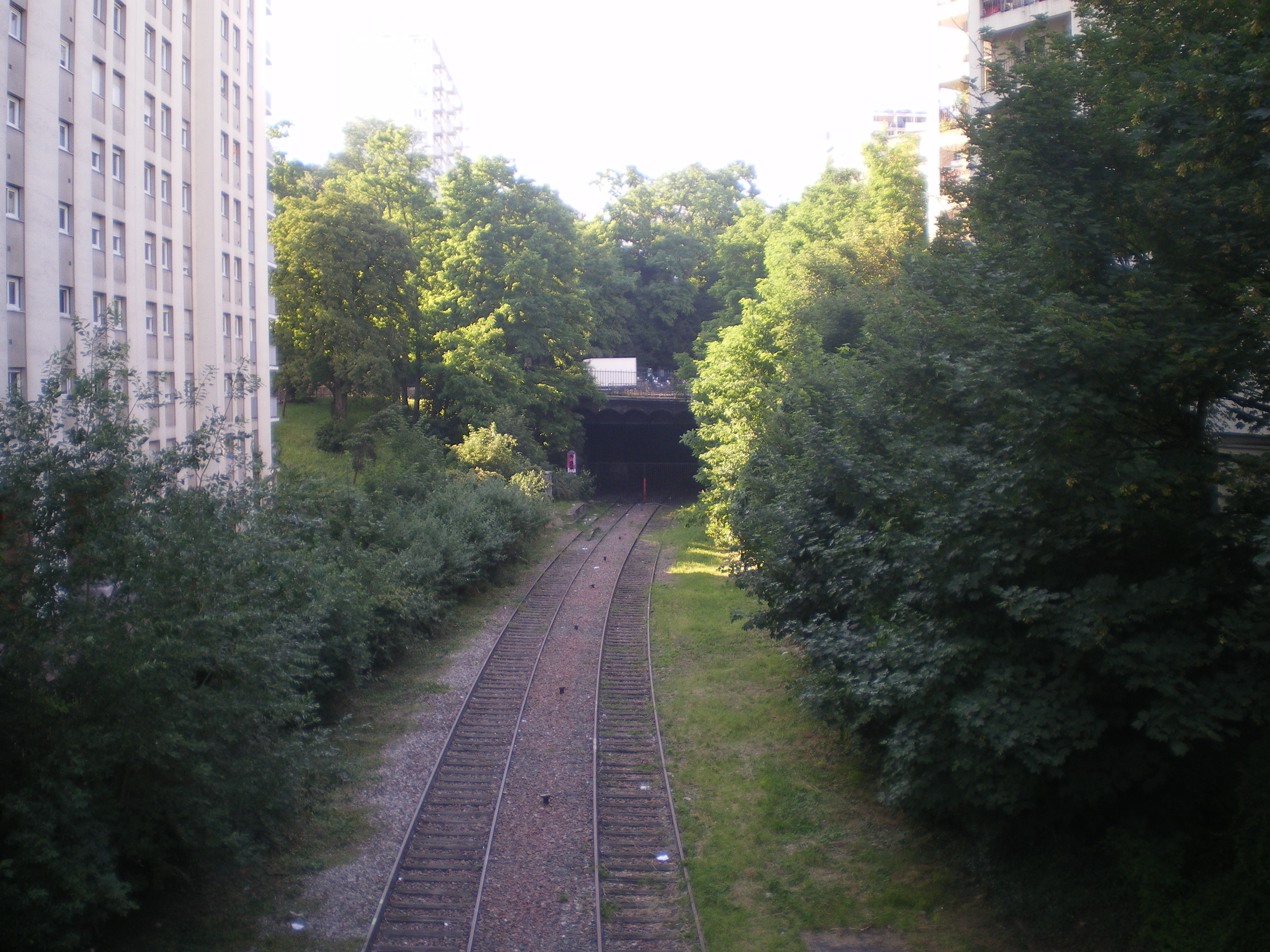
Emplacement de l'ancienne gare de Ménilmontant.
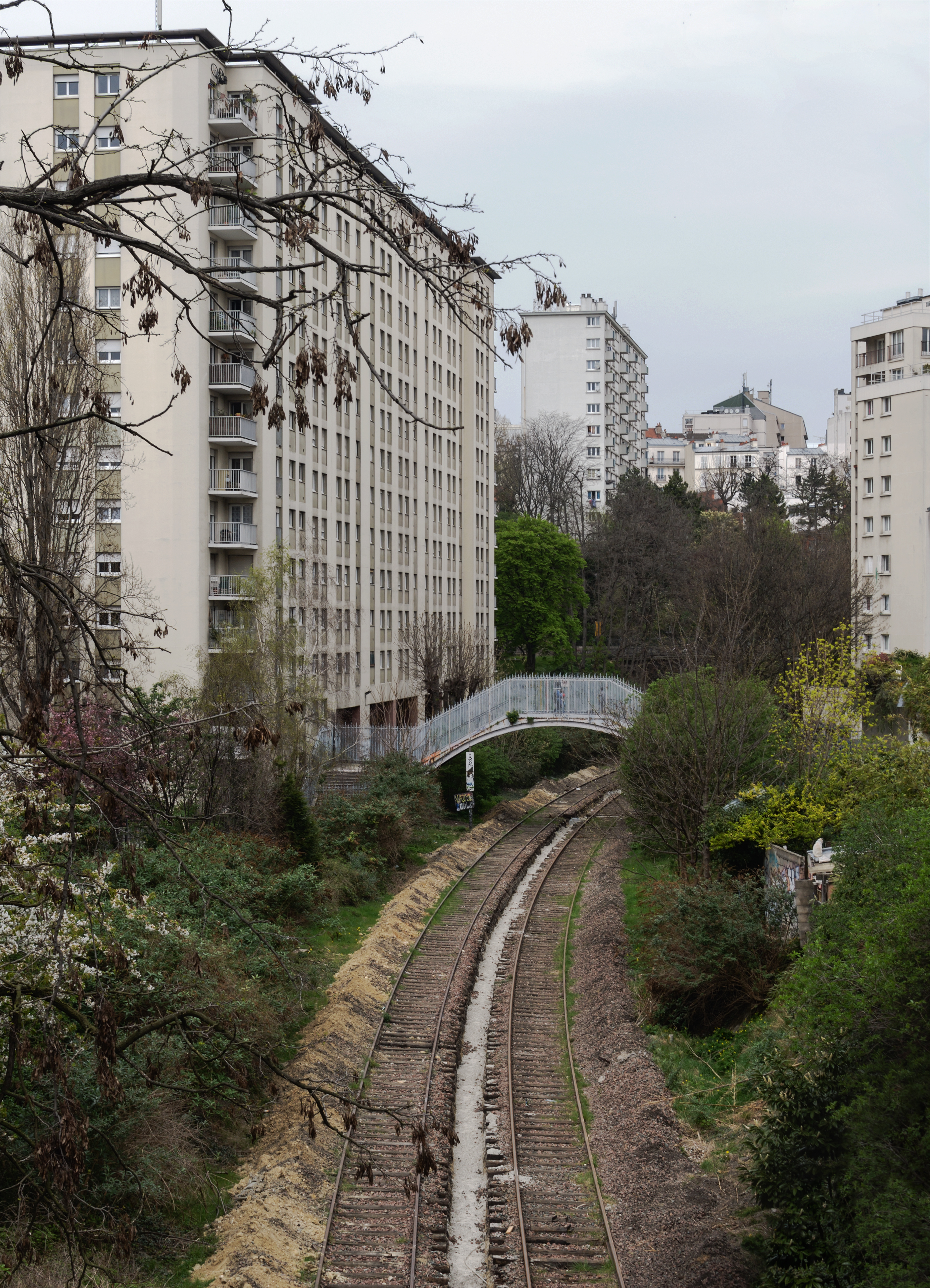
La passerelle de la Mare et l'immeuble qui a remplacé la gare.
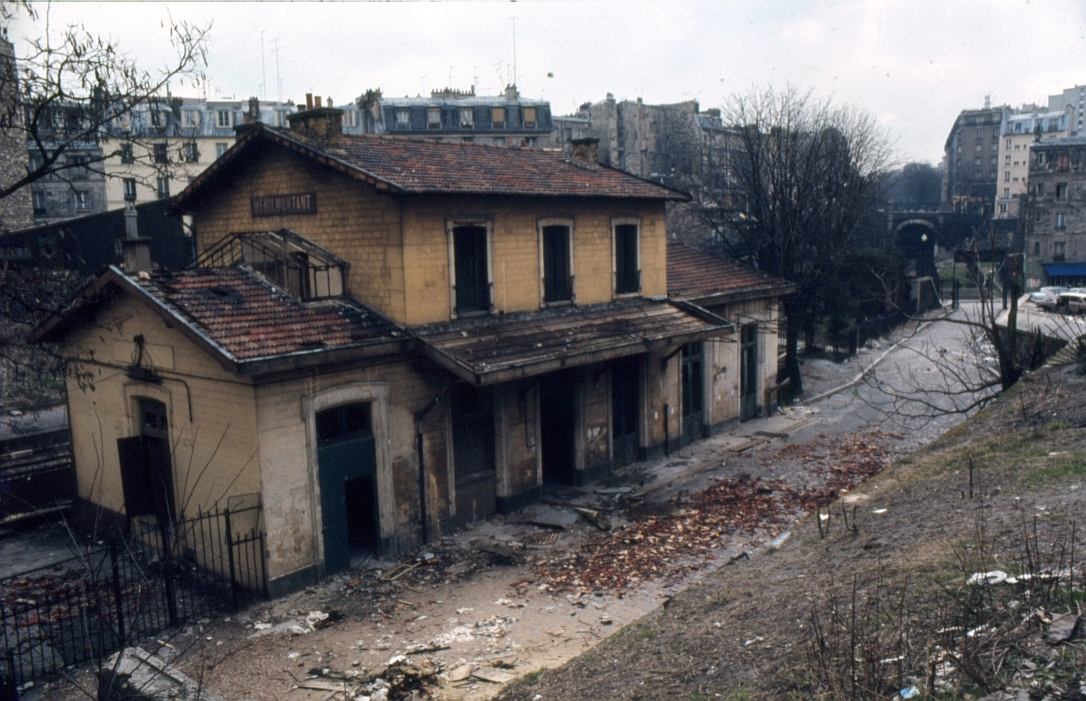
La gare de Ménilmontant en 1971.
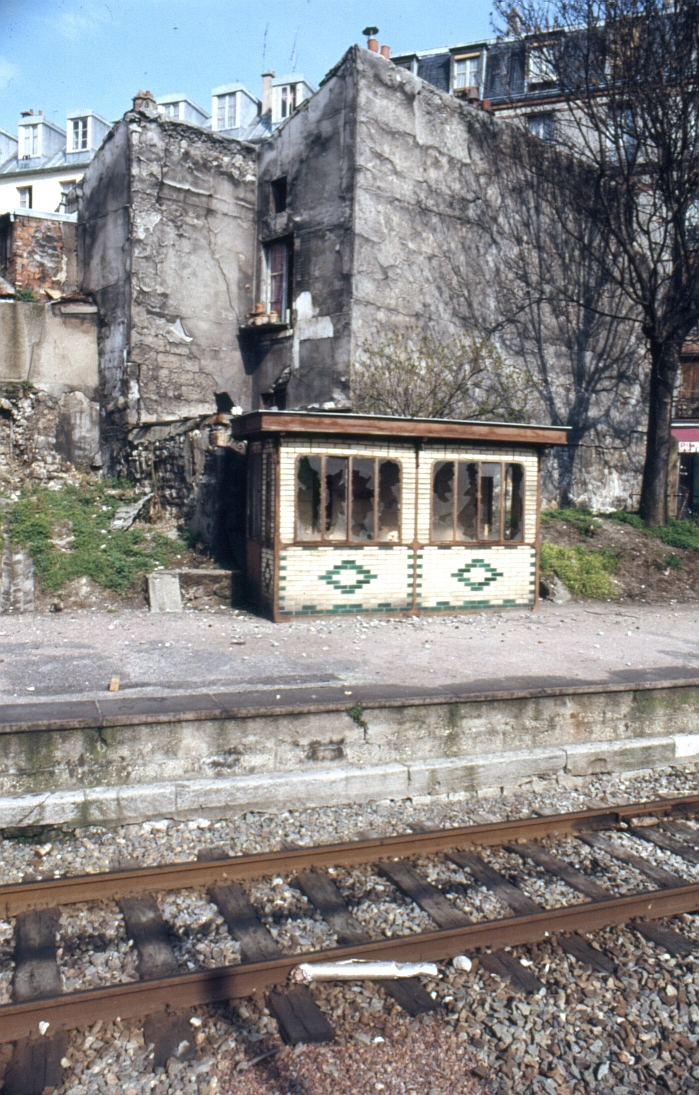
Guérite sur le quai de la gare de Ménilmontant (1971).